# میراندلا
میراندلا یکی از شهرهای کشور پرتغال است.

## نگارخانه

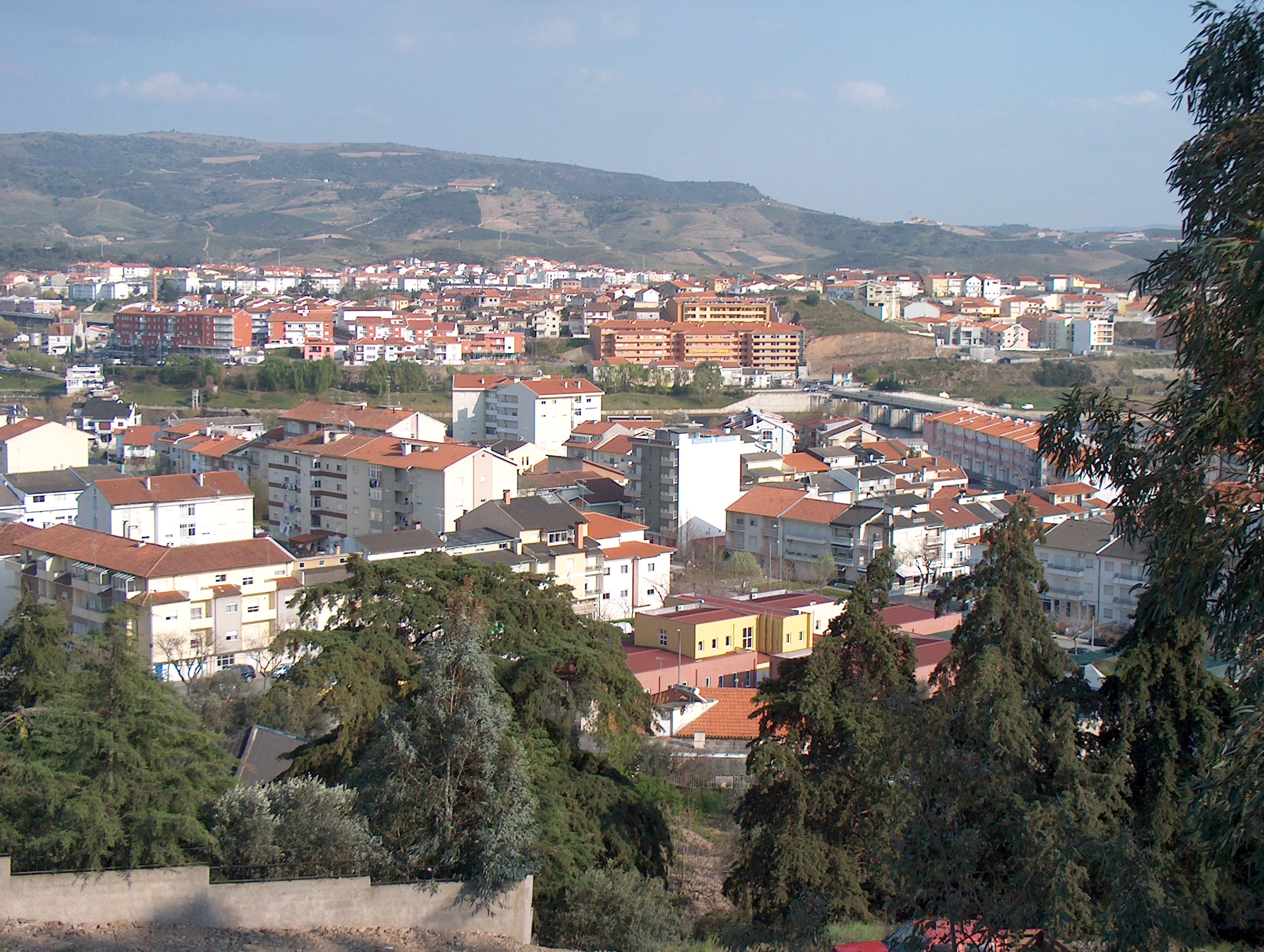
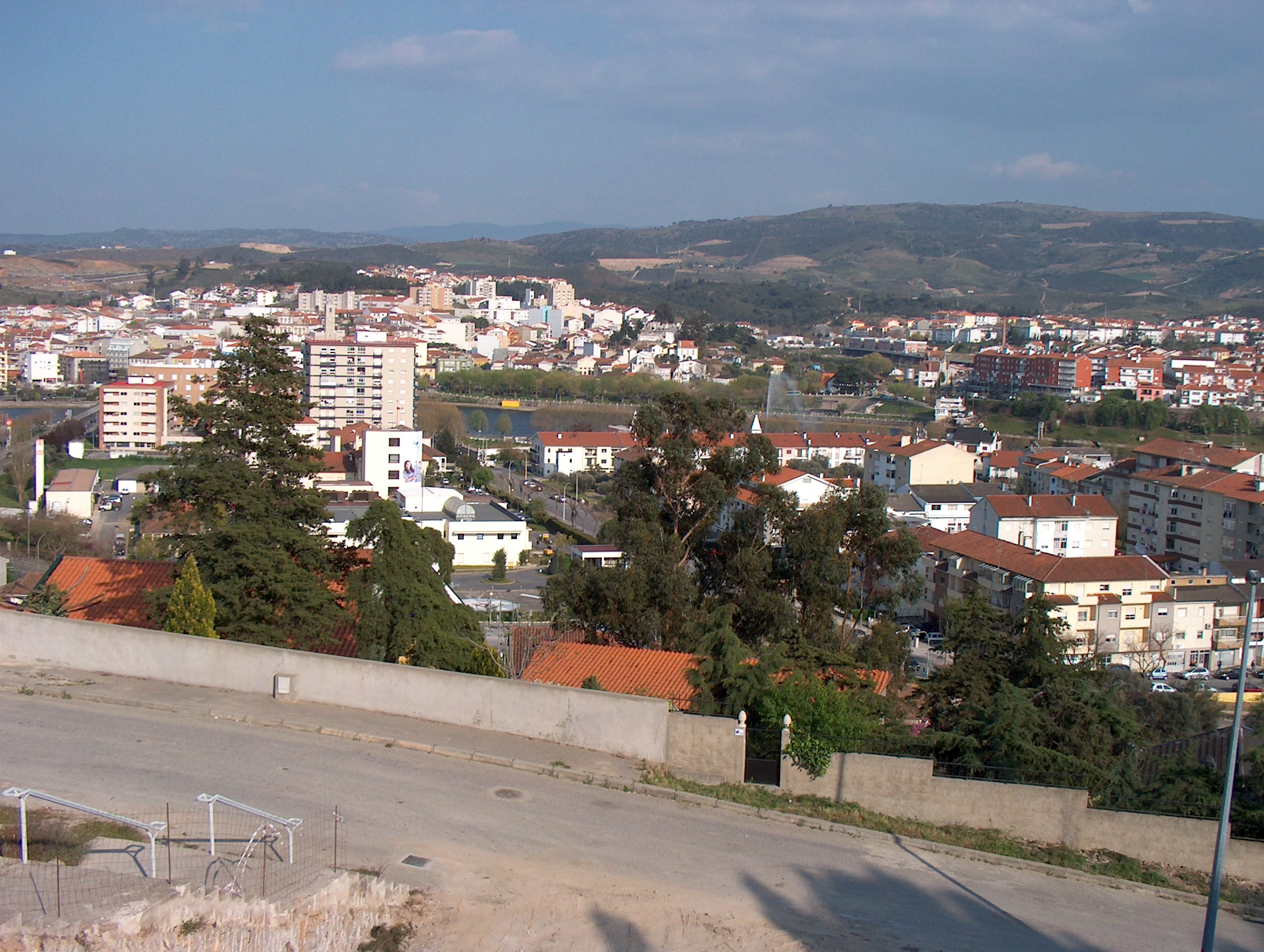
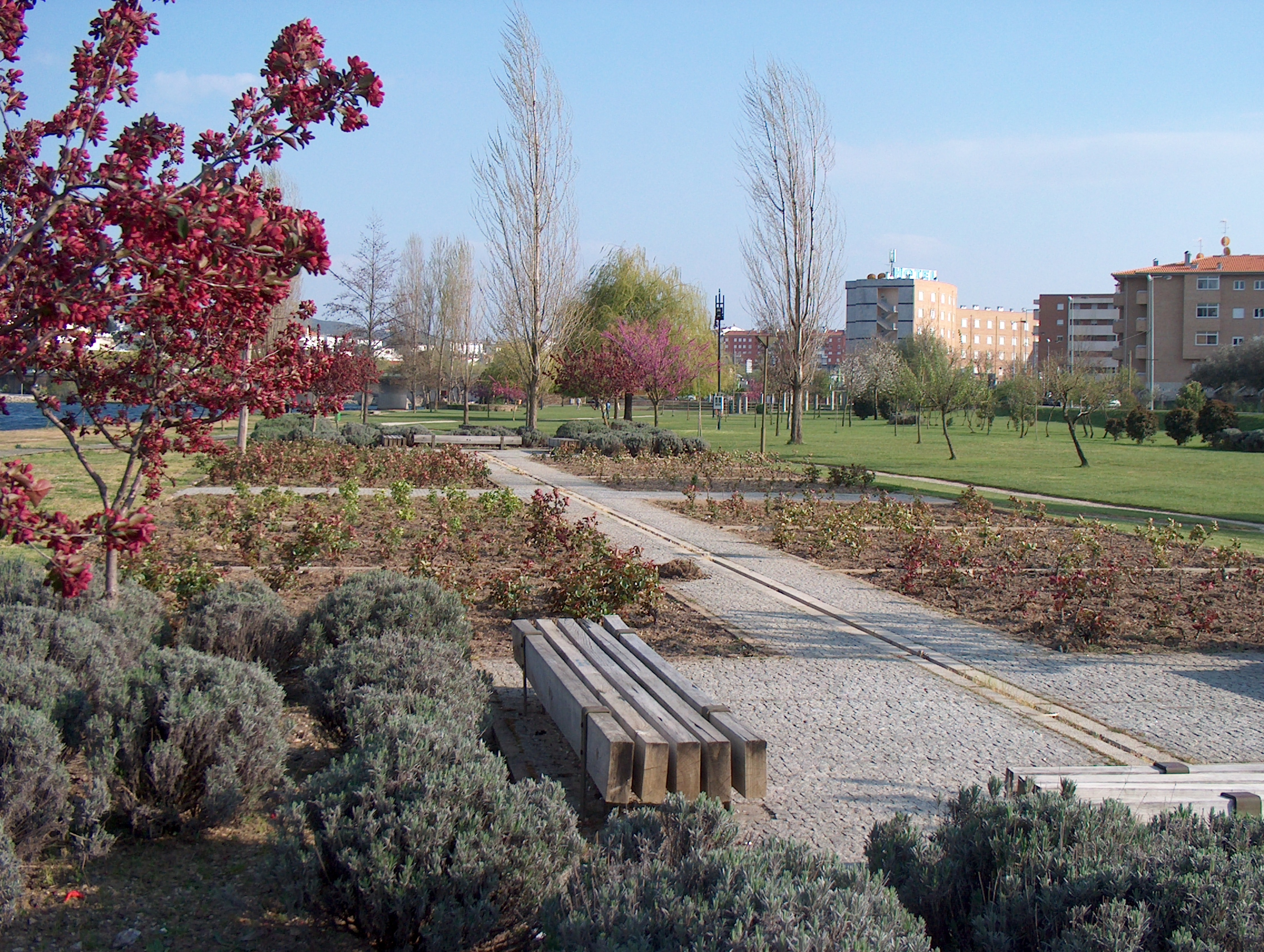
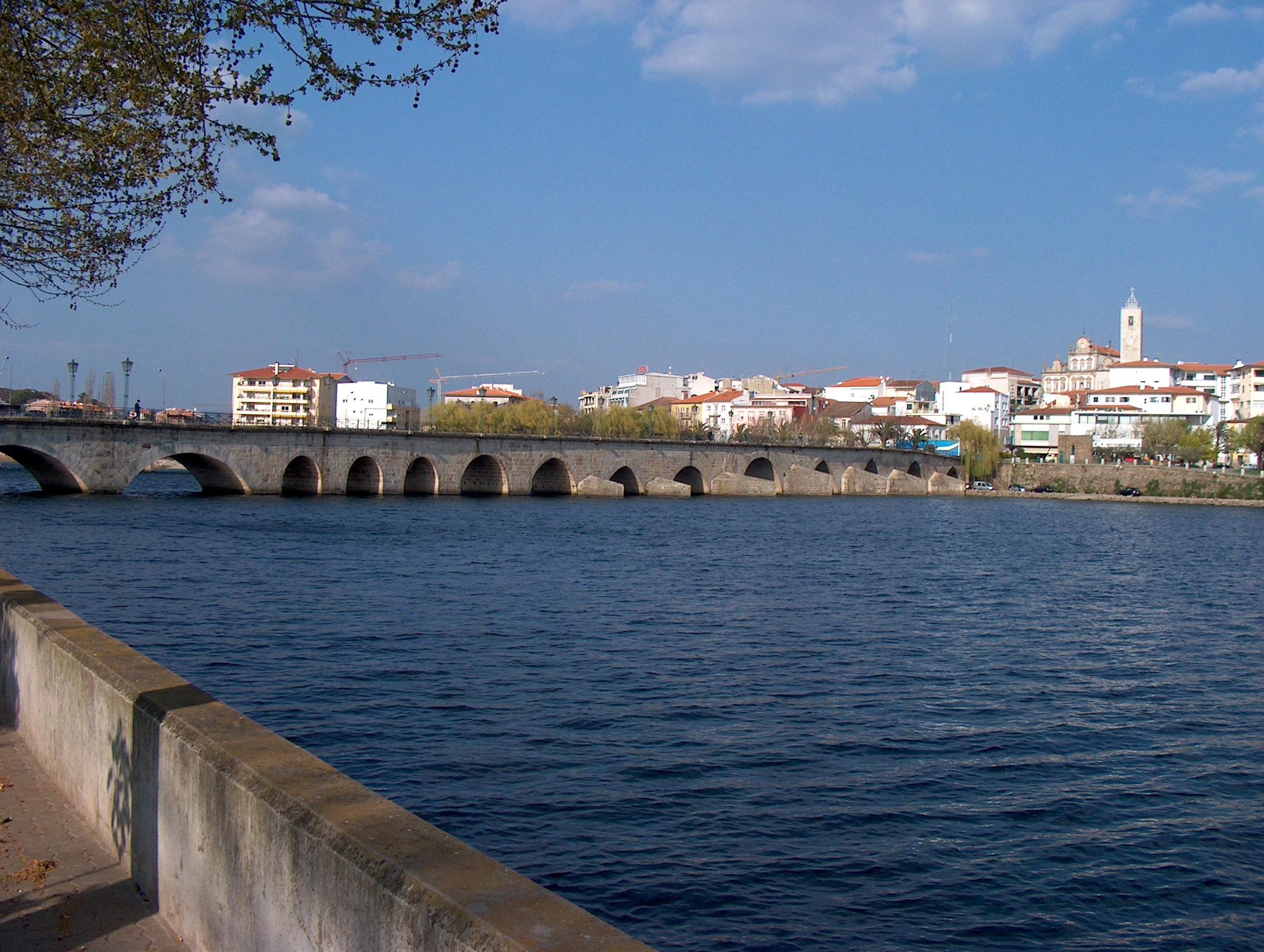
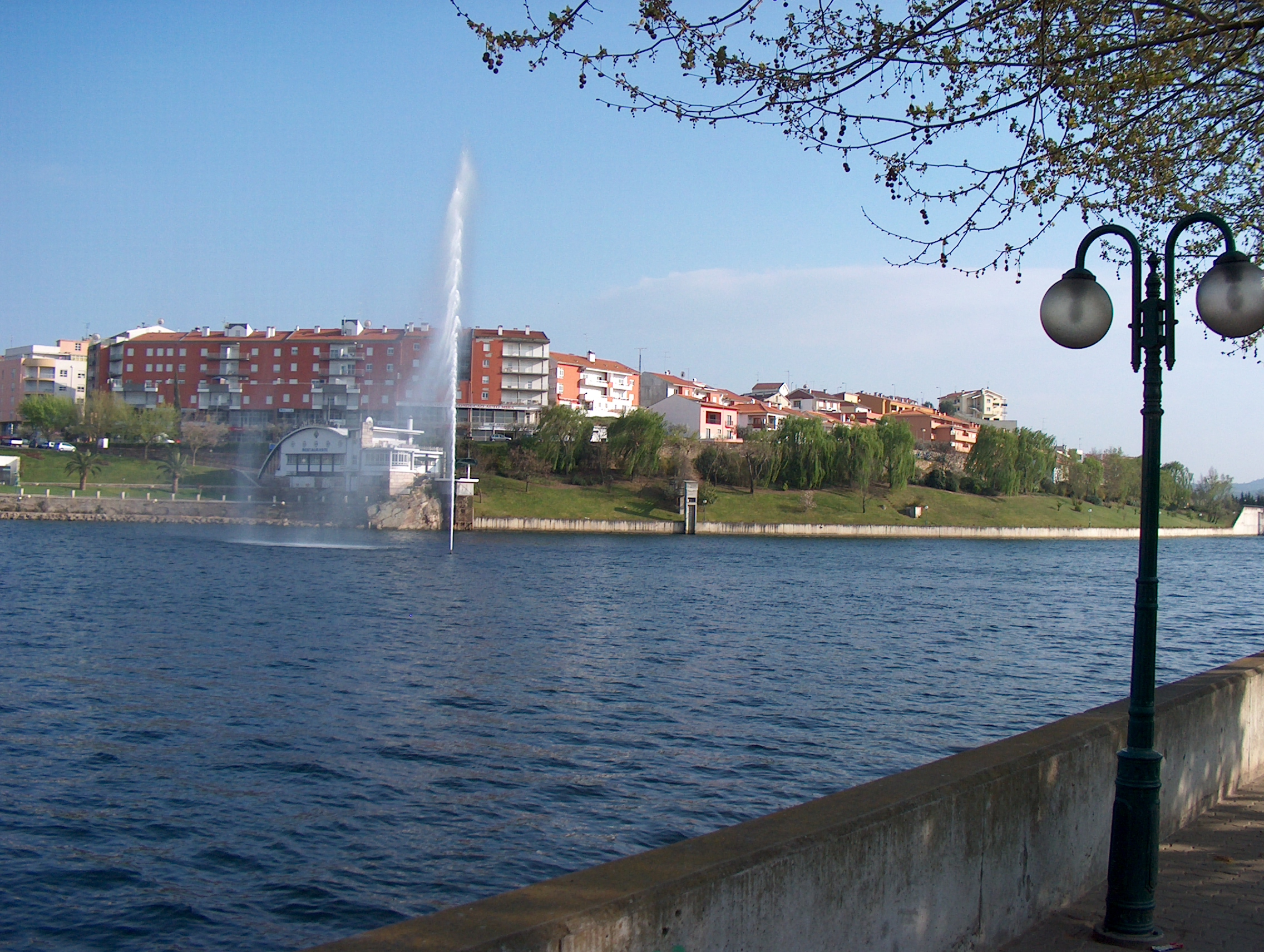
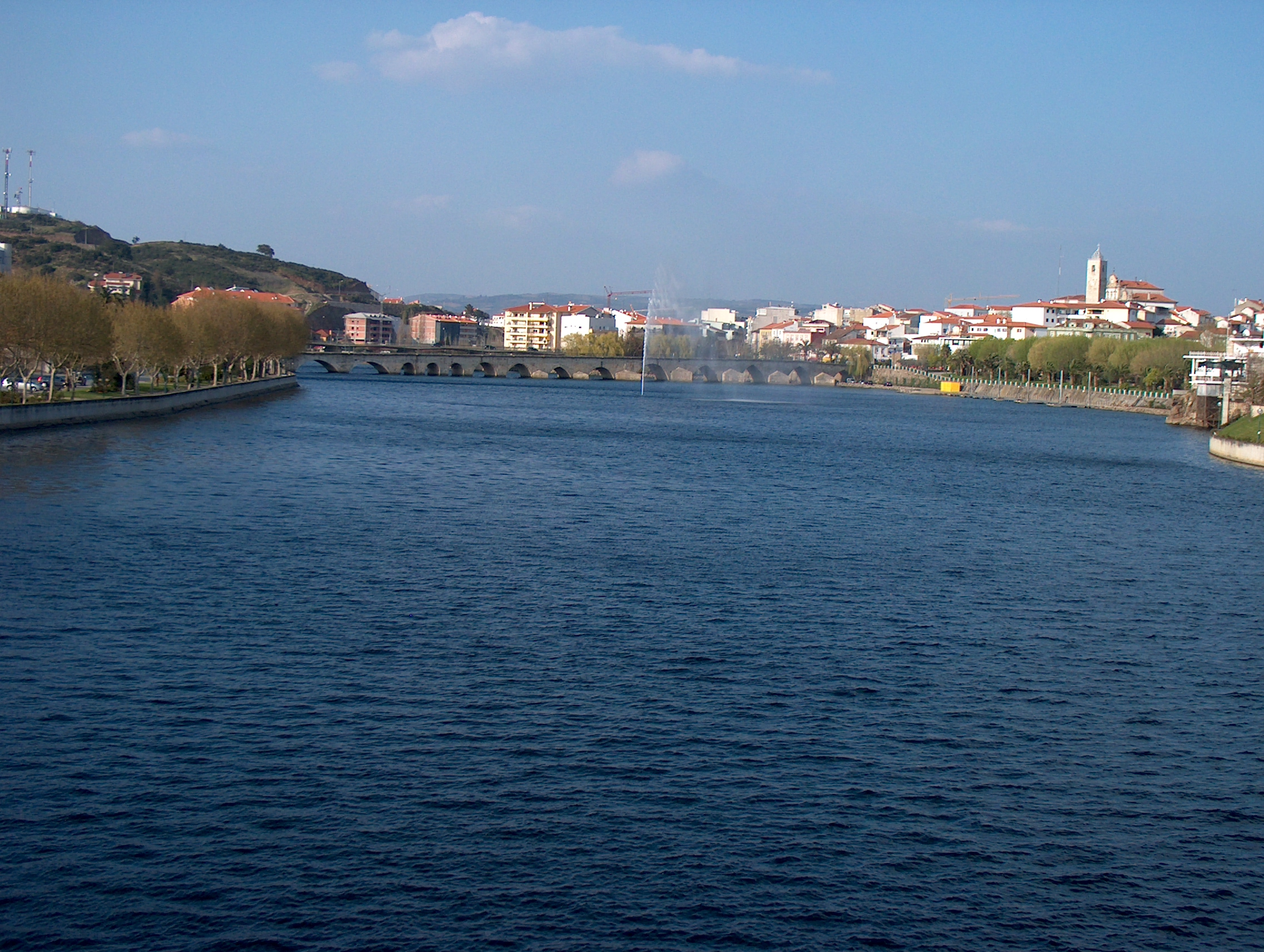
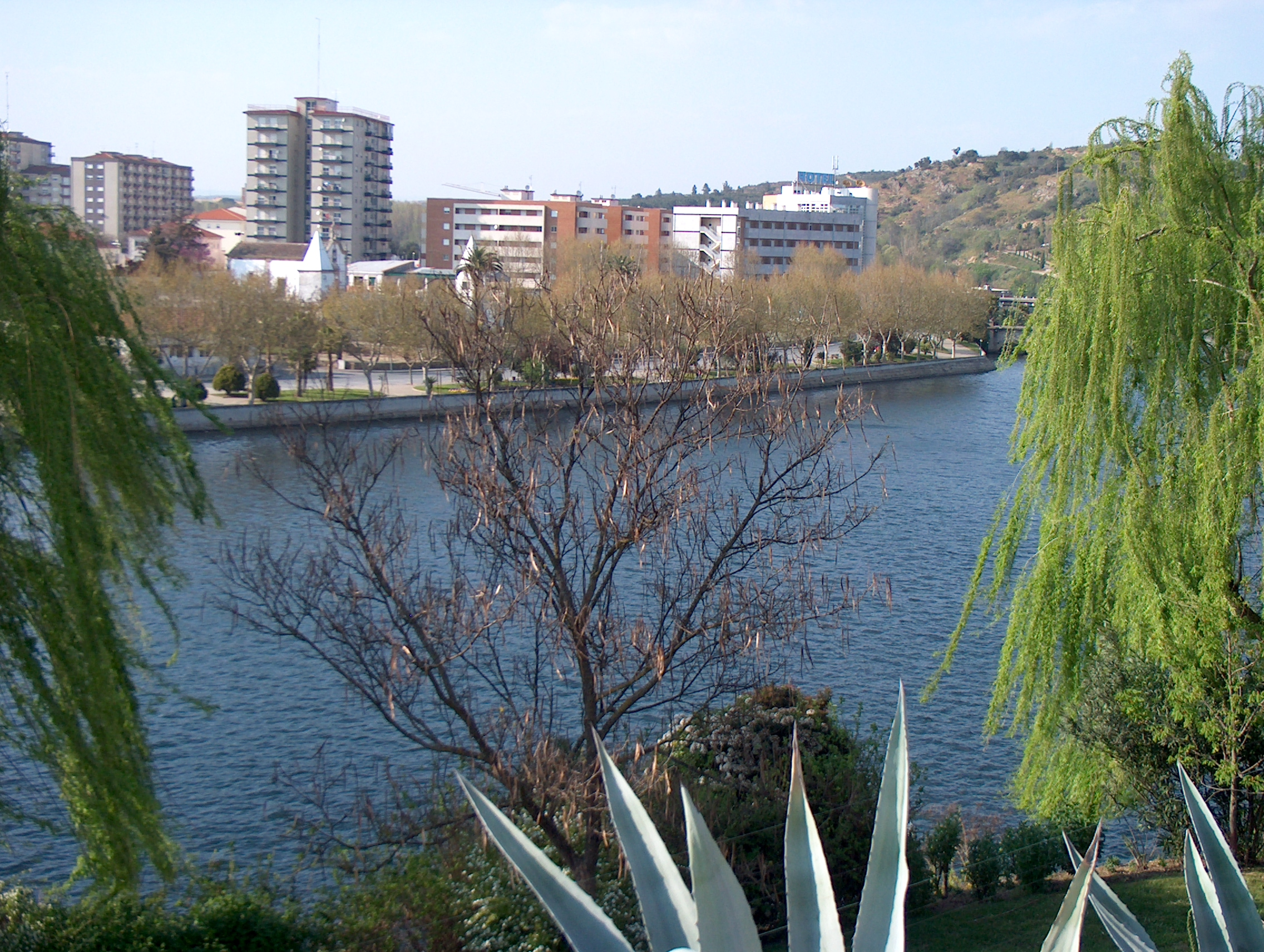
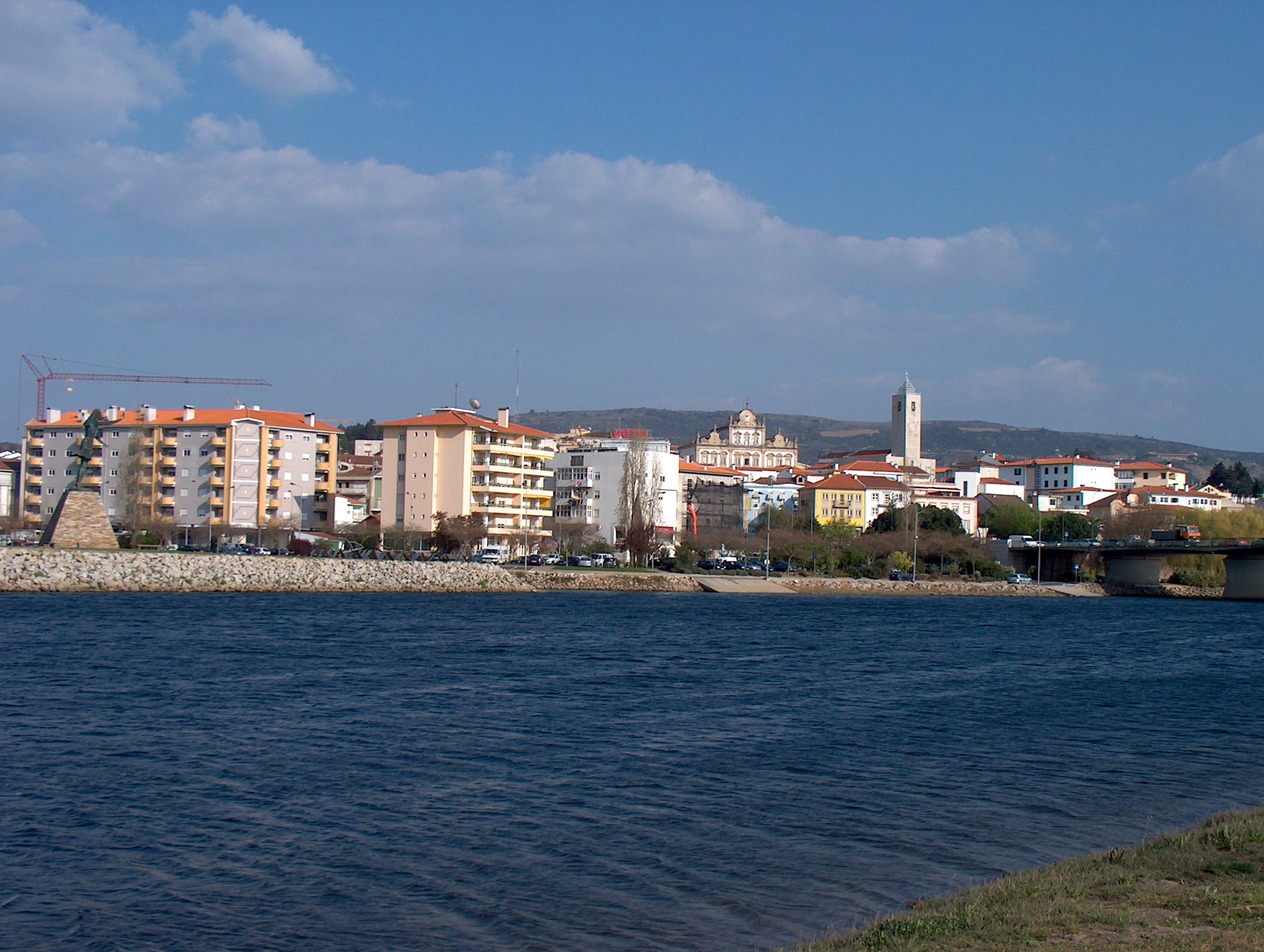